# Leon Kirchner
Pour les articles homonymes, voir Kirchner.
Leon Kirchner (Brooklyn, 24 janvier 1919 - Manhattan, 17 septembre 2009) est un compositeur et pédagogue américain. 

## Biographie
Kirchner est né à Brooklyn, New York, de parents juifs russes. Il reçut ses premières leçons de piano à l'âge de 4 ans.  Cependant, c'est sur la côte ouest des États-Unis que se fera son apprentissage musical.
Pendant son séjour en Californie, son professeur de piano le présenta au compositeur Ernst Toch, qui avait remarqué ses premières compositions de jeunesse. Sur ses conseils, Kirchner rencontra Arnold Schoenberg à l'Université de Californie à Los Angeles où il suivit son enseignement. Par la suite, il entreprit des études supérieures avec Ernst Bloch à l'Université de Berkeley. Ayant gagné la plus haute récompense musicale de l'UCLA, le Prix de Paris, il avait espéré partir travailler en Europe, mais fut empêché de voyager à cause de la guerre, et au lieu de cela, il partit à New York où il reçut des leçons privées avec le compositeur Roger Sessions. Kirchner a enseigné ensuite au Conservatoire de San Francisco, à l'Université de Californie du Sud pendant les années 1950, ainsi qu'à Mills College à Oakland en 1954.
Enseignant à l'université Harvard à partir de 1961, et cela pendant trente années, il se distingua notamment comme pianiste et chef d'orchestre, dirigeant ses œuvres et le répertoire classique avec de grandes formations, jusqu'à sa cessation d'activité d'enseignant en 1989.
Le style musical de Kirchner est grandement influencé par Schoenberg bien qu'il n'employât pas la technique dodécaphonique, préférant un langage chromatique linéaire ponctué de rythmes irréguliers. Kirchner reçu de nombreux prix tout au long de sa carrière.
Kirchner est resté actif pendant les années 1990, composant son concerto pour violoncelle et orchestre, l'œuvre la plus connue de cette décennie, qui fut créée par Yo-Yo Ma et le Philadelphia Orchestra.
Curieusement, pour un compositeur dont la musique est intrinsèquement si subjective et dramatique, son unique opéra, Lily, d'après Saul Bellow, dont la première eut lieu à l'opéra de New York en 1977 près de 20 ans après sa conception, fut un échec auprès du public, bien que Kirchner restât toujours optimiste quant à une possible seconde vie de l'œuvre.
Les quatre quatuors à cordes sont représentatifs de l'évolution du style du compositeur. Le premier fut achevé en 1949, c'est une œuvre intense en quatre mouvements, très bartokienne dans la tonalité, avec des accents Bergiens, ce qui sera encore davantage prononcé dans des œuvres postérieures, comme le second quatuor de 1958. Avec le troisième, gagnant du Prix Pulitzer de musique en 1966, Kirchner (aidé par son élève Morton Subotnik) explore, dans un style plus traditionnel, la relation entre les sons naturels et les sons électroniques, tandis que le quatrième, écrit vers la fin de sa vie, montre typiquement "sa dernière façon" dans son style, toujours léger, harmoniquement riche et dont la dialectique est pertinemment argumentée. 
La musique de Kirchner a été jouée par de nombreuses personnalités, dont Peter Serkin, Yo-Yo Ma, James Levine et Olivier Knussen, et le compositeur reçut des commandes de grandes institutions, telles les Fondations Ford, Fromm et  Koussevitzky, le New York Philharmonic, le Philadelphia Orchestra, le Boston Symphony Orchestra, le St Paul Chamber Orchestra, et les festivals de musique de chambre de Spoleto et Santa Fe. 
Des enregistrements de la plupart de ses œuvres sont disponibles, dont un disque remarquable des quatre quatuors par le Orion String Quartet, pour lequel il écrivit le quatrième. 
Ses élèves notables sont Richard Wernick, John Adams, Lawrence Moss, Allen Shawn, Jonathan Kramer, Tison Street, David Borden, Alan Gilbert et Curt Cacioppo.

## Prix
- 1942 : Prix George Ladd
- 1948 et 1949 : Prix Guggenheim
- 1950 : Prix New York Music Critics Circle (1er quatuor)
- 1954 : Prix de la Fondation Naumburg (1er concerto pour piano)
- 1960 : Prix New York Music Critics Circle (2e quatuor)
- 1966 : Prix Pulitzer (3e quatuor)
- 1994 : Prix Kennedy Center Friedheim (Musique pour violoncelle)

## Distinctions
- Membre de l'Académie américaine des Arts et des Lettres,
- Membre de l'Académie des Arts et des Sciences

## Principales œuvres

### Opéra
- Lily (1977), opéra en 3 actes, livret du compositeur, d'après la nouvelle de  Saul Bellow : Henderson the Rain King

### Orchestre
- Sinfonia (1951)
- Concerto pour piano no 1 (1953),
- Toccata (1955)
- Concerto pour violon, violoncelle, 10 instruments à vent et percussion (1960)
- Concerto pour piano no 2 (1963)
- Musique pour Orchestre (1969)
- Musique pour Flûte et Orchestre (1978)
- Orchestra Piece (Musique pour Orchestre II) (1990), anciennement dénommée Kaleidoscope
- Musique pour violoncelle et orchestre (1992), écrite pour Yo-Yo Ma
- Of Things Exactly As They Are (1997), pour soprano, baryton et chœur, texte de Robinson Jeffers, Emily Dickinson, Edna St. Vincent Millay, Wallace Stevens, et Robert Lowell
- The Forbidden (2008)

### Musique de chambre/Musique vocale/Musique pour instrument solo
- Duo pour violon et piano (1947)
- Sonate pour piano no 1 (1948)
- Petite suite pour piano (1949)
- Quatuor à cordes no 1 (1949)
- Sonate Concertante pour violon et piano (1952)
- Trio  pour violon, violoncelle et piano (1954)
- Quatuor à cordes no 2 (1958)
- Fanfare (1965), pour cor et 2 trompettes
- Quatuor à cordes no 3 (1966)
- Words from Wordsworth, pour voix mixtes a cappella (1966)
- Lily, pour soprano et orchestre de chambre (1973)
- Flutings for Paula, pour flûte solo (avec option de percussion) (1973)
- Fanfare II, pour ensemble de cuivres (1977)
- The Twilight Stood (1982)
- Music for Twelve (1985)
- Pour violoncelle seul (1986)
- Pour violon seul (1986)
- Illuminations, pour ensemble de cuivres (1986)
- Five Pieces, pour piano solo (1987)
- Pour violon seul II (1988)
- Triptych, pour violon et violoncelle (1988)
- Deux Duos, pour violon et violoncelle (1988)
- Interlude, pour piano (1989)
- Trio II, pour violon, violoncelle et piano (1993)
- For the Left Hand, pour piano solo (1995)
- Duo No. 2 pour violon et piano (2001)
- Interlude II (2003) pour piano
- Sonate pour piano no 2 (2003)
- Sonate pour piano no 3 The Forbidden (2006)
- Quatuor à cordes no 4 (2006)

### Sources
- Traduction partielle de l'article de Wikipedia en anglais
- Dictionnaire de la musique de Marc Honegger, éd. Bordas.